# Siface (Sänger)
Giovanni Francesco Grossi, genannt Siface (* 12. Februar 1653 in Chiesina Uzzanese (bei Pistoia); † 29. Mai 1697 bei Ferrara), war einer der berühmtesten italienischen Sänger (Alt-Kastrat) des 17. Jahrhunderts. Daneben ging er auch wegen seines tragischen Todes in die Geschichte ein.

## Leben
Über seine Jugend und Ausbildung ist bislang nichts bekannt. Schauplatz seiner frühen Karriere war das päpstliche Rom, dessen Musikleben zu dieser Zeit von Meistern wie Bernardo Pasquini, Stradella, Alessandro Melani, Corelli, Alessandro Scarlatti u. v. a. geprägt wurde. Den Künstlernamen Siface, unter dem Giovanni Francesco Grossi berühmt wurde, übernahm er von der gleichnamigen Opernfigur in Francesco Cavallis Scipione africano, die er 1671 als 18-Jähriger in Rom sang.
Sein Debüt im Teatro Tordinona hatte er 1673 in G. A. Borettis Eliogabalo, und zur gleichen Zeit wurde er von Königin Christine von Schweden gefördert, so dass er 1674 bei seinem Eintritt in eine Arciconfraternita als musico della regina (Musiker der Königin) bezeichnet wurde.
Zusammen mit päpstlichen Sängern sang er zwischen 1672 und 1680 bei feierlichen Zeremonien in den römischen Kirchen San Luigi dei Francesi und Santa Maria Maggiore, und war vom 10. April 1675 bis 5. September 1677 offizielles Mitglied der päpstlichen Kapelle (Cappella pontificia), wo er als soprano soprannumerario eingestuft wurde („überzähliger oder außerordentlicher Sopran“). Wegen eines Engagements außerhalb von Rom wurde er jedoch schon im Frühling 1676 vom Dienst in der Kapelle freigestellt und um mehr Freiheit für seine Opernkarriere zu haben, beendete er das Dienstverhältnis im Jahr darauf, zum größten Bedauern der anderen Sänger.
Daneben wirkte er in Rom bei zahlreichen Aufführungen von Oratorien mit, unter anderem sang er 1675 in San Giovanni dei Fiorentini die Titelrolle in Alessandro Stradellas Meisterwerk San Giovanni Battista. Zwischen 1674 und 1678 sang er im Oratorio del Crocefisso nachweislich in Werken von Alessandro Melani, Giuseppe Antonio Bernabei, Paolo Lorenzani, Francesco Foggia und A. Masini.
Spätestens ab Frühling 1677 gehörte zu den Mäzenen von Siface auch der musikliebende Kardinal Benedetto Pamphilj, in dessen Privattheater der Sänger u. a. in Bernardo Pasquinis La vita è un sogno di notte (Dezember 1684) und in Alessandro Scarlattis Oratorium Santa Maria Maddalena (1685) mitwirkte.
1679–80 war Siface in Venedig, wo er im neueröffneten Teatro San Giovanni Grisostomo in Pietro Simone Agostinis Il Ratto delle Sabine (Der Raub der Sabinerinnen) auftrat. Ab 1679 stand er als Virtuose in den Diensten des Herzogs von Modena, Francesco II. d’Este.
Zwischen 1680 und 1684 wirkte er wieder in Rom, unter anderem am Teatro Tordinona und bei Christine von Schweden. In dieser Zeit gab es einen kleinen Skandal, als Siface sich im Sommer 1683 weigerte, für den französischen Botschafter in Rom, François Annibal II. d’Estrées, zu singen, weil dieser ihn bei früheren Gelegenheiten noch nie für seinen Gesang bezahlt (oder beschenkt) hatte. D’Estrées war darüber so wütend, dass er ihm Stockschläge androhte und den Kardinal Francesco Maidalchini, bei dem Siface wohnte, aufforderte, ihn aus dem Haus zu werfen. Daraufhin flüchtete der Sänger in den Palast seines Schutzherrn, des Herzogs von Modena.

1684 wurde Siface Mitglied in der römischen Musikervereinigung (Congregazione) von Santa Cecilia.
In Neapel trat er 1684 und 1685 in Werken von Francesco Provenzale und von Alessandro Scarlatti (Il Pompeo) auf. 1686 reiste er nach Florenz, wo er in einer accademia (eine Art Konzert) am Hofe des Kardinals Francesco Maria de’ Medici sang.
Es folgte eine kurze Tournee nach London (über Paris) an den Hof Jakobs II., dessen Frau eine Schwester des Herzogs von Modena war. Zu Ehren des Sängers und anlässlich seines Abschieds von England komponierte Henry Purcell das Cembalostück Sefauchi’s Farewell, das 1689 in The second part of Musick’s Hand-maid von Playford veröffentlicht wurde, und das möglicherweise als eine Art musikalisches Porträt aufgefasst werden kann.
Schon im Dezember 1687 war Siface wieder zurück zu Auftritten in Neapel und 1688 in Florenz. Danach ging er nach Modena, wo er u. a. in Domenico Gabriellis Il Mauritio und in Legrenzis Eteocle e Polinice auftrat. Auch in der Folgezeit hielt er sich vor allem in Norditalien auf, wo er an Theatern in Modena, Reggio Emilia, Mailand, Parma, Piacenza und Bologna sang. Seinen letzten Auftritt in Rom soll er laut Ademollo 1695 bei einer Zeremonie im Petersdom gehabt haben. 1696 trat er in Modena in Bernardo Pasquinis Oratorium I fatti di Mosè in Egitto auf.
Sifaces Leben nahm eine tragische Wende durch seine Liebesbeziehung mit der verwitweten Gräfin Elena Marsili, die er am Hof des Herzogs von Modena kennengelernt hatte. Die Familie Marsili Duglioli war jedoch gegen diese Beziehung und sperrte Elena in ein Kloster. Nachdem Siface während der Pfingstfeiern 1697 noch in Ferrara in der Kirche Santo Spirito gesungen hatte, wurde er am 29. Mai 1697 auf der Reise nach Bologna in der Nähe von Ferrara von Auftragsmördern umgebracht. Die Auftraggeber der Tat waren die beiden Brüder seiner Geliebten.
Sein Leichnam wurde in der Kirche San Paolo in Ferrara beigesetzt.

## Rollen
„Die berühmten Sänger Siface, und der Ritter Matteucci, waren beyde außerordentlich, wegen der seltenen Schönheit der Stimme, und der Art für das Herz zu singen.“

Der weitaus größte Teil des Repertoires, das Siface sang, ist heute vollkommen vergessen; ähnliches gilt auch für den Gesangsstil (Kastratenstimme, Verzierungen etc.) seiner Zeit, was eine Einschätzung der Kunst und Wirkung dieses Sängers und anderer berühmter Zeitgenossen grundsätzlich schwierig macht. Eine Ausnahme bildet Stradellas Oratorium San Giovanni Battista, von dem einige Einspielungen existieren, bei denen die von Siface gesungene Titelrolle meistens mit modernen Countertenören besetzt ist, deren Stimmen und Gesangsstil aber nicht mit einem barocken Altkastraten vergleichbar sind. 2018 machte der italienische Countertenor Filippo Mineccia mit seiner CD Siface – Amor castrato den Versuch einer Wiederentdeckung des berühmten Altisten und seines Repertoires.
Die folgende Liste enthält eine Auswahl von Partien in Opern und Serenaten, die ausdrücklich für die Stimme von Siface komponiert wurden; angegeben sind auch Datum und Ort der Uraufführung. Darüber hinaus sang er natürlich auch in vielen anderen Werken (darunter Oratorien), von denen einige oben genannt sind.
- Ostilio in Il ratto delle Sabine von Pietro Simone Agostini, 1680 in Venedig, Teatro San Giovanni Grisostomo[17]
- In La Psiche, o vero Amore innamorato von Alessandro Scarlatti, 1683 in Neapel, Palazzo Reale[18]
- Costanzo in Le due germani rivali von Carlo Ambrogio Lonati, 1686 in Modena, Teatro Fontanelli[19]
- Cosroe in Il Maurizio von Domenico Gabrielli, 1689 in Modena, Teatro Fontanelli[20]
- Apollo in Il favore de gli dei von Bernardo Sabadini, 1690 in Parma, Gran Teatro[21]
- Thetide in La gloria d’amore von Bernardo Sabadini, 1690 in Parma, Gärten des Palazzo ducale[22]
- Curzio in L’ ingresso alla gioventù di Claudio Nerone von Antonio Giannettini, 1692 in Modena, Teatro Fontanelli[23]
- Euristene in Demetrio tiranno von Bernardo Sabadini, 1694 in Piacenza, Teatro Nuovo[24]; mit Francesco Antonio Pistocchi in der Titelrolle
- Idaspre in L’ Aiace von Carlo Ambrogio Lonati, 1694 in Mailand, Regio Teatro[25]
- Titelrolle in Almansorre in Alimena von Carlo Francesco Pollarolo, 1696 in Reggio Emilia[26]

## CD-Einspielungen
- „Siface, L’amor castrato“ – Arien & Ouvertüren für Siface aus Opern von Stradella, Pallavicino, Pasquini, Cavalli, Agostini, Lonati, Bassani, Giannettini, Purcell, Scarlatti; mit Filippo Mineccia (Countertenor), dem Ensemble Nereydas und Javier Ulises Illan (Leitung). Glossa 2018. (online bei jpc)
- Alessandro Stradella: San Giovanni Battista (Titelrolle für Siface; repräsentative Auswahl)
  - mit Gérard Lesne (als S. Giovanni), Catherine Bott (Salome), Les Musiciens du Louvre, Marc Minkowski u. a., erschienen bei Erato, 1992.
  - mit Roberto Balconi (als S. Giovanni), Sylva Pozzer (Salome), Orchestra Harmonices Mundi, Claudio Astronio u. a., erschienen bei stradivarius, 2006.
  - mit Martín Oro (als S. Giovanni), Anke Hermann (Salome), Academia Montis Regalis, Alessandro de Marchi u. a., erschienen bei hyperion, 2008

## Einzelanmerkungen
1. 1 2 3 4 5 6 7 8 9 10 11 12 13 14 15 16  Luca Della Libera: GROSSI, Giovanni Francesco, detto Siface. In: Mario Caravale (Hrsg.): Dizionario Biografico degli Italiani (DBI). Band 59: Graziano–Grossi Gondi. Istituto della Enciclopedia Italiana, Rom 2002, ((italienisch), abgerufen am 17. Oktober 2019).
2. ↑  Stand: Herbst 2019
3. 1 2 3 4  Tim Ashley: „Filippo Mineccia: Siface; L’amor castrato“, CD-Rezension auf der Website von: Gramophone (englisch; abgerufen am 17. Oktober 2019)
4. ↑  Dies deutet vermutlich auf eine ausschließliche Verwendung als Solist hin.
5. ↑  „…le sue dimissioni dalla Cappella Sistina furono accolte con estremo rammarico dagli altri cantori.“; in: Luca Della Libera: „GROSSI, Giovanni Francesco, detto Siface“, in: Dizionario Biografico degli Italiani, Volume 59, 2002, online auf: Treccani (italienisch; abgerufen am 17. Oktober 2019)
6. 1 2  Informationen zur CD „Siface, L’amor castrato“ (2018), mit Filippo Mineccia (Countertenor), dem Ensemble Nereydas und Javier Ulises Illan (Leitung) auf der Website von Glossa (abgerufen am 17. Oktober 2019)
7. ↑  Il ratto delle Sabine (Pietro Simone Agostini) im Corago-Informationssystem der Universität Bologna.
8. ↑  „Fece dire l’Amb[asciato]r di Francia à Gio. Francesco Musico chiamato comunem[en]te col nome di Siface, che voleva cantasse la sera. Rispose questi esser stuffo di cantare à uffo, e tacciando di scrocco l’Amb[asciato]re p[er] non haverli mai donato cosa alcuna benche molte volte l’havesse fatto cantare, con altri termini poco riverenti ricusò di servirlo. L’Amb[asciato]re alterato fece minacciarlo di bostone, disse al Card. Maidalchino che lo scacciasse di sua Casa, dove egli abitava, se ne andò nel Palazzo del Duca di Modona, al q[ua]le serve, e si sente che dopo se ne sia partito“. Marko Deisinger: Musikbezogene Quellen aus der Korrespondenz zwischen Rom und dem Wiener Kaiserhof, in: Musicologica Brunensia 53 (2018, 3), Universität Wien, S. 25–26, und Anhang: 4. Korrespondenz 64 (Rom 17. Juli 1683)
9. ↑  Il Pompeo (Alessandro Scarlatti) im Corago-Informationssystem der Universität Bologna.
10. ↑  Henry Purcell: „Sämtliche Klavierwerke“, hrsg. v. István Máriássy, Urtext, Könemann Music, Budapest, 2000, S. 24 und Informationen in den Anmerkungen (ohne Seitenzahl)
11. ↑  Il Maurizio (Domenico Gabrielli) im Corago-Informationssystem der Universität Bologna.
12. ↑  Eteocle e Polinice (Giovanni Legrenzi) im Corago-Informationssystem der Universität Bologna.
13. ↑  Alessandro Ademollo: I teatri di Roma nel secolo decimosettimo, Rom 1888, S. 141–144; hier nach Luca Della Libera: „GROSSI, Giovanni Francesco, detto Siface“, in: Dizionario Biografico degli Italiani, Volume 59, 2002
14. ↑  Der Mord an Siface erinnert entfernt an die Biographie des Komponisten Alessandro Stradella, der ebenfalls wegen einer Liebesgeschichte mit einer jungen venezianischen Adligen von deren Familie ermordet wurde. Im Gegensatz zu Stradella, der das Mädchen entführte oder mit ihm durchbrannte, scheint sich Siface aber zurückhaltender verhalten zu haben (vielleicht wegen seines körperlichen „Handicaps“ ?).
15. ↑  hier in der Übersetzung durch Johann Adam Hiller in: Anweisung zum musikalisch=zierlichen Gesange (Leipzig: Johann Friedrich Junius, 1780), Vorrede, S. XVII
16. ↑  Die Zahl der hier genannten Werke ist auch deshalb nur klein, weil die Sänger in Opernaufführungen des 17. Jahrhunderts häufig gar nicht bekannt sind (manchmal auch nicht die Komponisten).
17. ↑  Il ratto delle Sabine (Pietro Simone Agostini) im Corago-Informationssystem der Universität Bologna.
18. ↑  La Psiche, o vero Amore innamorato (Alessandro Scarlatti) im Corago-Informationssystem der Universität Bologna.
19. ↑  Le due germani rivali (Carlo Ambrogio Lonati) im Corago-Informationssystem der Universität Bologna.
20. ↑  Il Maurizio (Domenico Gabrielli) im Corago-Informationssystem der Universität Bologna.
21. ↑  Il favore de gli dei (Bernardo Sabadini) im Corago-Informationssystem der Universität Bologna.
22. ↑  La gloria d’amore (Bernardo Sabadini) im Corago-Informationssystem der Universität Bologna.
23. ↑  L’ ingresso alla gioventù di Claudio Nerone (Antonio Giannettini) im Corago-Informationssystem der Universität Bologna.
24. ↑  Demetrio tiranno (Bernardo Sabadini) im Corago-Informationssystem der Universität Bologna
25. ↑  L’ Aiace (Carlo Ambrogio Lonati) im Corago-Informationssystem der Universität Bologna. (abgerufen am 17. Oktober 2019)
26. ↑  Almansorre in Alimena (Carlo Francesco Pollarolo) im Corago-Informationssystem der Universität Bologna.

| Personendaten    | Personendaten                        |
| ---------------- | ------------------------------------ |
| NAME             | Siface                               |
| ALTERNATIVNAMEN  | Grossi, Giovanni Francesco; Sefauchi |
| KURZBESCHREIBUNG | italienischer Opernsänger, Kastrat   |
| GEBURTSDATUM     | 12. Februar 1653                     |
| GEBURTSORT       | Chiesina Uzzanese bei Pistoia        |
| STERBEDATUM      | 29. Mai 1697                         |
| STERBEORT        | bei Ferrara                          |